# سنجدک (کوهسرخ)
سنجدک روستایی از توابع بخش بررود شهرستان کوهسرخ در استان خراسان رضوی ایران است.

## جمعیت
این روستا در دهستان تکاب قرار دارد و براساس سرشماری مرکز آمار ایران در سال ۱۳۸۵، جمعیت آن ۳۳۵ نفر (۱۰۰ خانوار) بوده است.